# Local government area dell'Australia
Local government area (abbreviato in LGA e traducibile in "Area ad amministrazione locale") è un termine usato in Australia per indicare un tipo di suddivisione amministrativa di terzo livello proprio di aree controllate e amministrate esclusivamente da governi locali.
Il criterio di attribuzione della qualifica di Local Government non è omogeneo tra i vari Stati e territori dell'Australia: ricadono infatti in tale denominazione agglomerati eterogeneri quali ad esempio sobborghi, aree metropolitane, distretti, municipalità, regioni, contee e città.
Molti LGA nel Nuovo Galles del Sud e nell'Australia Meridionale non possiedono più questa classificazione, ma sono semplicemente catalogate come Council, ad esempio Manly Council o Waverley Council.
Come detto in epigrafe, si tratta di un sistema di classificazione di terzo livello amministrativo, che viene immediatamente dopo il livello nazionale (Commonwealth) e quello dell'autorità dei singoli Stati e Territori.
In alcuni Stati come il Queensland il potere legislativo è stato delegato a singole LGA su materie locali.

## Classificazione delle LGA australiane
| Stato o territorio    | Classi di LGA |
| --------------------- | --- |
| Australia Meridionale | - City (C) - Rural City (RC) - Municipality / Municipal Council (M) - District Council (DC) - Regional Council (RegC) - Aboriginal Council (AC) |
| Australia Occidentale | - City (C) - Town (T) - Shire (S) |
| Nuovo Galles del Sud  | - City (C) - Area (A) |
| Queensland            | - City (C) - Shire (S) - Town (T) - Island Council (IC)                                                                                         |
| Tasmania              | - City (C) - Municipality (M) |
| Territorio del Nord   | - City (C) - Town (T) - Community Government Council (CGC) - Shire (S)                                                                          |
| Victoria              | - City (C) - Rural City (RC) - Borough (B) - Shire (S)                                                                                          |

Il Territorio della Capitale Australiana, il Territorio della Baia di Jervis e altri territori esterni non hanno divisioni amministrative come le LGA distinte dal potere governativo.